# Koninklijke Luchtvaart Maatschappij
KLM (IATA: KL, OACI: KLM, i Callsign: KLM) és l'acrònim de Koninklijke Luchtvaart Maatschappij (usualment anomenada Royal Dutch Airlines, literament del neerlandès Companyia Reial d'Aviació) per a l'aerolínia dels Països Baixos, és filial de l'empresa Air France-KLM des de fins del 2003.
Establerta a l'Aeroport de Schiphol, prop d'Amsterdam, Països Baixos. Air France-KLM forma part de l'aliança d'aerolínies SkyTeam juntament amb Delta Air Lines, Aeroméxico, Korean Air, CSA Czech Airlines, i Alitalia. Air France-KLM és l'aerolínia principal de França i Països Baixos.

## Història
KLM va néixer a la tardor de 1919 de la idea d'un emprenedor pilot holandès, Albert Plesman i va començar a volar entre Amsterdam i Londres a la primavera de 1920. Inicialment volava amb de Havilland DH.16 britànics però aviat va canviar-los per avions Fokker L'any 1930 KLM ja volava setmanalment d'Amsterdam a Batavia, aleshores capital de les Indies Oriental Holandeses, actualment Jakarta, Indonèsia.